# Фишлакен
Фишлакен (нем. Fischlaken), как административный район города Эссен (Северный Рейн-Вестфалия, Германия), насчитывает 30 улиц, на которых (или поблизости) располагается большинство достопримечательностей района, в том числе природоохранные территории, памятники истории и архитектуры и места массового отдыха горожан. Культурный интерес представляет история происхождения названия улиц, через которые раскрывается история Фишлакена.

## А
- Ам Хоен Кройц (Am Hohen Kreuz, или «У высокого креста»). 2 июня 1922 года улица была названа «Ам хоен Кройц» (Am hohen Kreuz). 15 июля 1957 года написание было незначительно изменено: «Ам Хоен Кройц» (Am Hohen Kreuz). Название считается местным микротопонимом и имеет долгую историю. Уже в налоговом регистре Верденского монастыря 1431 года дьячок Иоганн упоминает "hogen cruce". В 1810 году опубликованы сведения о том, что Людгер Пёртинг цу Фишлакен (Ludger Pörting zu Fischlaken) владеет землей "у высокого Креста" (am hohen Kreuz). Сам упоминаемый крест на местности не сохранился. Местонахождение улицы в Эссене смотрите здесь. Названия улиц-тёзок имеются в городах: Альценау[1] (Бавария), Родинг[2] (Бавария), Гезеке[3] (Северный Рейн-Вестфалия).
- Ам Люнинк (Am Lünink, или «У Люнинга»).
- Ам Рихрат (Am Richrath, или «У Рихрата»).
- Ам Шмальшайд (Am Schmalscheid, или «У Шмальшайда»).
- Ан дер Блёйфабрик (An der Bläufabrik).